# Elektrodynamika kwantowa
Elektrodynamika kwantowa (ang. QED – quantum electrodynamics) jest to kwantowa teoria pola opisująca oddziaływanie elektromagnetyczne. Jest ona kwantowym uogólnieniem elektrodynamiki klasycznej. Elektrodynamika kwantowa wyjaśnia takie zjawiska jak rozszczepianie poziomów energetycznych atomu w polach elektrycznych i magnetycznych oraz zwiększanie się wówczas liczby linii widmowych.
Elektrodynamika jest abelową (przemienną) teorią pola z cechowaniem, a jej grupą cechowania jest grupa U(1). W ujęciu technicznym można ją opisać jako teorię perturbacyjną elektromagnetycznej próżni kwantowej. Jest to najprostsza i historycznie pierwsza kompletna z istniejących teorii fizycznych oddziaływań fundamentalnych.

## Historia

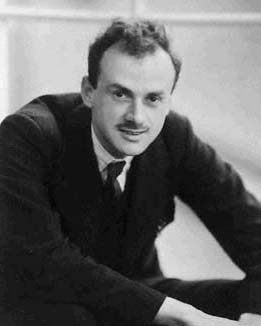
Paul Dirac

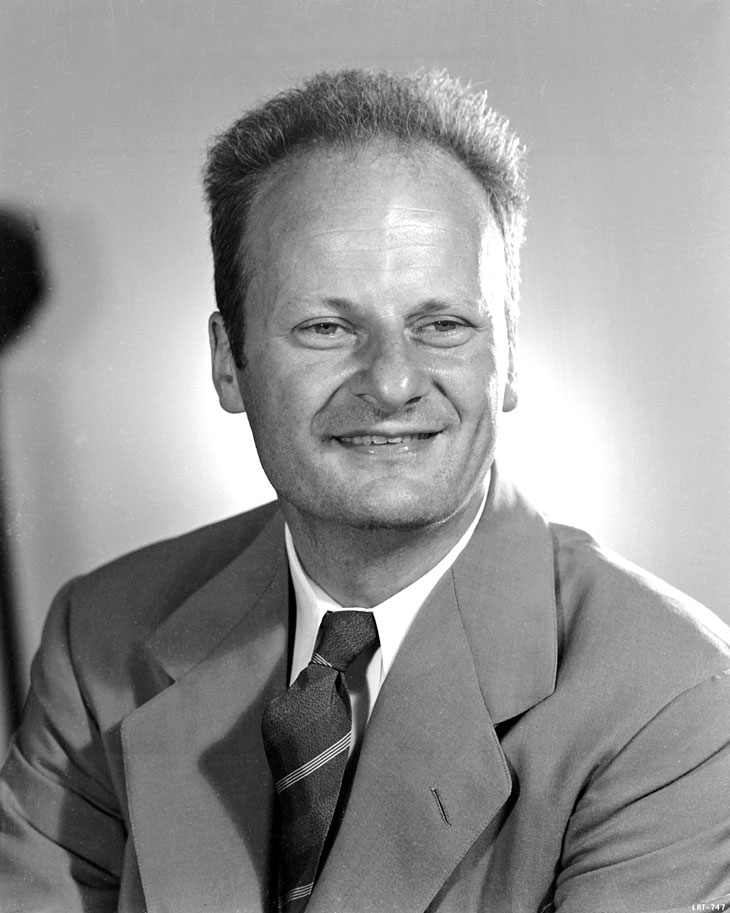
Hans Bethe

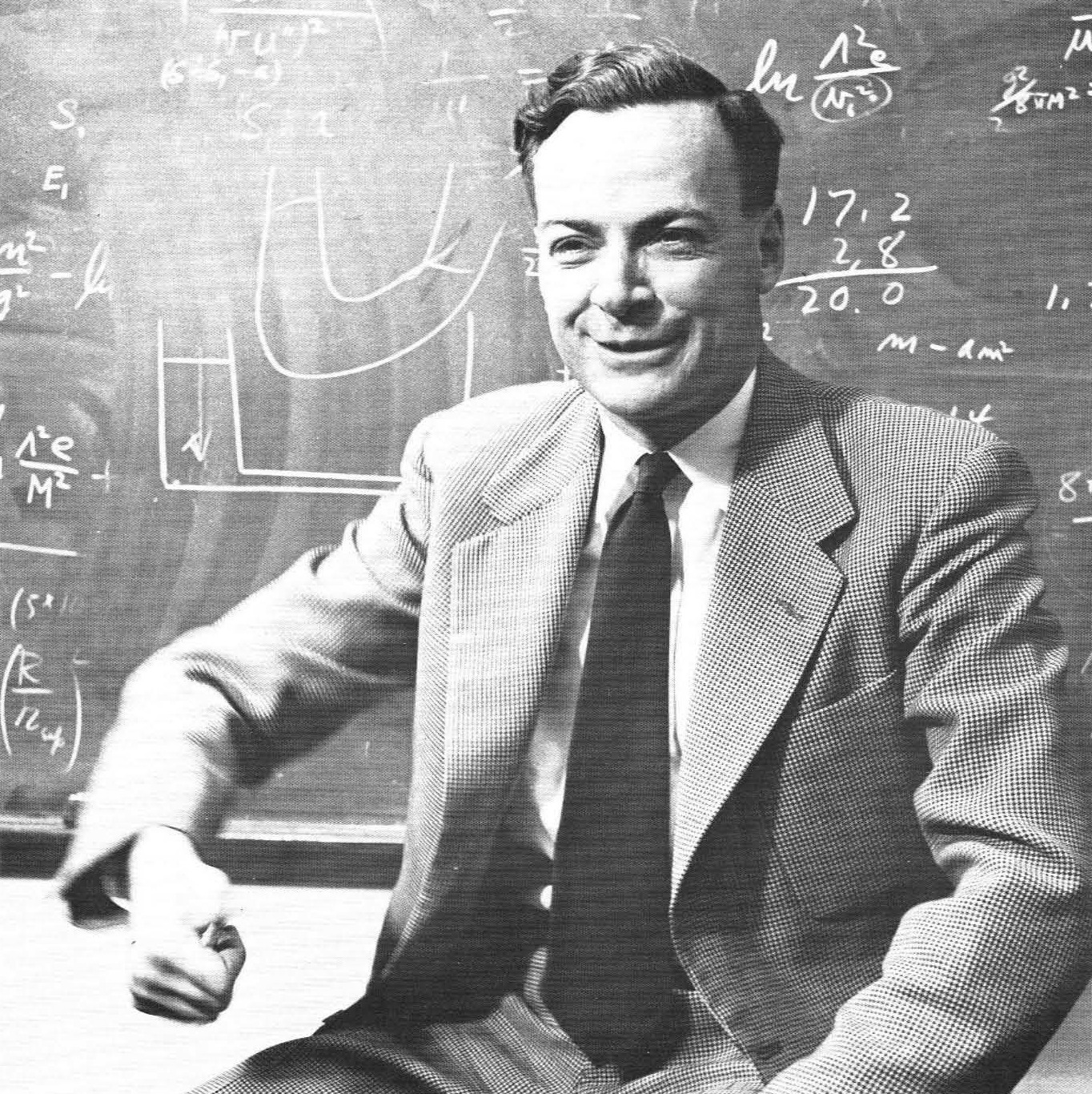
Richard Feynman

Pierwotne sformułowanie mechaniki kwantowej, opisujące oddziaływanie promieniowania z materią, przypisuje się brytyjskiemu naukowcowi Paulowi Diracowi, który w latach dwudziestych XX w. wyznaczył współczynnik emisji spontanicznej atomu.
Dirac opisał kwantyzację pola elektromagnetycznego jako powiązanie oscylatorów harmonicznych z koncepcją operatorów kreacji i anihilacji cząstek. W następnych latach, dzięki pracom Wolfganga Pauliego, Eugene Wignera, Pascuala Jordana, Wernera Heisenberga i eleganckiemu sformułowaniu elektrodynamiki kwantowej przez Enrica Fermiego, fizycy zaczęli wierzyć, że właściwie można przeprowadzić obliczenia dotyczące każdego fizycznego procesu przebiegającego z udziałem fotonów i cząstek naładowanych. Aczkolwiek późniejsze badania Feliksa Blocha i Arnolda Nordsiecka, oraz Viktora Weisskopfa w 1937 i 1939 wykazały, że takie obliczenia będą miarodajne tylko dla teorii perturbacji pierwszego rzędu – problem, który był już wskazany przez Roberta Oppenheimera. W wyższych rzędach pojawiały się serie nieskończoności, czyniące obliczenia niemożliwymi i stawiające pod znakiem zapytania spójność całej teorii. Wobec braku rozwiązania tego problemu w owym czasie pojawiło się widmo fundamentalnej niekompatybilności mechaniki kwantowej ze szczególną teorią względności.
Problemy z teorią zaczęły narastać pod koniec lat 40 XX wieku. Postęp techniki mikrofal pozwolił na precyzyjniejsze pomiary przesunięć energetycznych w atomie wodoru, znane obecnie jako przesunięcie Lamba, i momentu magnetycznego elektronu. Eksperymenty te jednoznacznie wyeksponowały rozbieżności, których teoria nie potrafiła wytłumaczyć.
Pierwszą wskazówkę do możliwego rozwiązania podał Hans Bethe. W 1947 roku, gdy jechał tramwajem z Nowego Jorku do Schenectady, po wykładzie na konferencji na Shelter Island, Bethe ukończył pierwsze nierelatywistyczne obliczenia przesunięcia linii atomu wodoru, zmierzonych przez Lamba i Retherforda. Pomimo ich ograniczeń zgodność była ogromna. Pomysł polegał na włączeniu nieskończoności do poprawek na masę i ładunek elektryczny, które są w rzeczywistości skończone, tak aby uzyskać wartości tych wielkości zgodne z eksperymentem. W ten sposób nieskończoności zostały zaabsorbowane przez te stałe, co prowadziło do wartości zgodnych z doświadczeniem. Procedurę tę nazwano renormalizacją.
Bazując na intuicji Bethego i podstawowych pracach Sin-Itiro Tomanagi, Juliana Schwingera, Richarda Feynmana i Freemana Dysona, stało się możliwe otrzymanie formuły w pełni zgodnej z symetrią Lorentza, w której na każdym poziomie perturbacji kwantowej występowały skończone wartości. Za swoją pracę Sin-Itiro Tomonaga, Julian Schwinger i Richard Feynman zostali razem nagrodzeni nagrodą Nobla z fizyki w 1965 roku.

## Spojrzenie Feynmana na elektrodynamikę kwantową

### Wprowadzenie
Pod koniec życia Richard Feynman dał serię wykładów na temat QED dla szerszej publiczności (ang. QED. The Strange Theory of Light and Matter, 1985). Wykłady te zostały opublikowane w Polsce jako QED. Osobliwa teoria światła i materii, klasyczna, niematematyczna[potrzebne źródło] pozycja, przedstawiająca punkt widzenia opisany poniżej.
Kluczowym elementem reprezentacji Feynmana są trzy podstawowe akcje:
- Foton przemieszcza się z jednego punktu czasoprzestrzeni do innego.
- Elektron przemieszcza się z jednego punktu czasoprzestrzeni do innego.
- Elektron emituje lub absorbuje foton w danym miejscu i czasie.

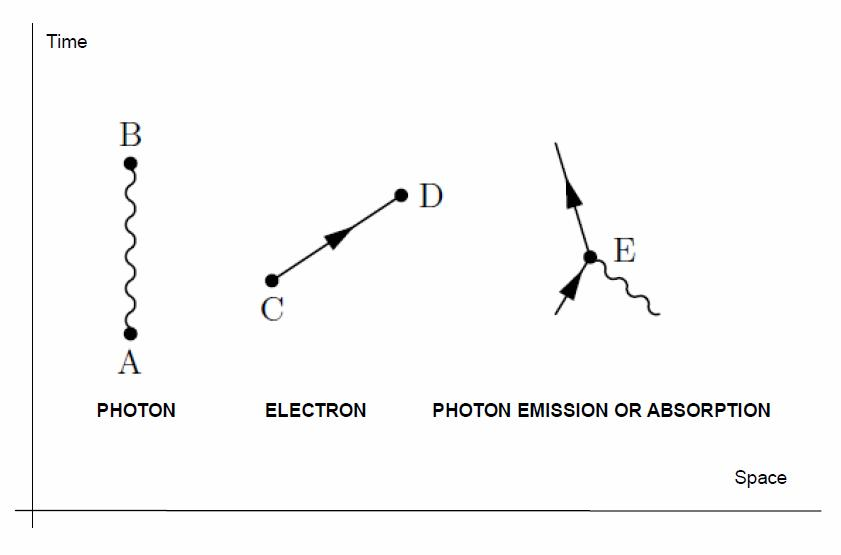
Elementy diagramów Feynmana

Akcje te są reprezentowane w postaci wizualnych stenogramów przez trzy podstawowe elementy diagramów Feynmana: falowana linia dla fotonu, prosta linia dla elektronu oraz połączenie dwóch linii prostych i jednej falowanej jako reprezentacja emisji lub absorpcji fotonu przez elektron. Wszystkie one są pokazane na rysunku z prawej.
Ważne jest, aby nie nadinterpretowywać tych diagramów. Nie implikują one nic na temat tego, w jaki sposób cząstka dostaje się z jednego punktu do drugiego. Diagram nie oznacza, że cząstki poruszają się po linii prostej lub falowanej. Nie sugerują, że cząstki poruszają się ze stałą prędkością. Fakt, że foton jest często reprezentowany, przez konwencję, w postaci linii falowanej zamiast prostej, nie oznacza, że jest on bardziej falowy niż elektron. Ilustracje są po prostu symbolami następujących akcji, wymienionych powyżej: fotony i elektrony przemieszczają się, jakoś, z punktu do punktu, i elektrony, jakoś, emitują i absorbują fotony. Nie wiemy, jak to się dzieje, ale teoria mówi nam, z jakim prawdopodobieństwem możemy się tych rzeczy spodziewać.
Wraz z obrazkowymi stenogramami dla akcji Feynman wprowadził inny rodzaj stenogramów, reprezentujących wielkości numeryczne prawdopodobieństw. Gdy foton porusza się z jednego miejsca i czasu – na stenogramie, A – do innego – na stenogramie, B, przyporządkowana temu wielkość jest zapisana w stenogramie Feynmana P(A → B). Podobna wartość dla elektronu poruszającego się z C do D jest zapisywana jako E(C → D). Wielkość, która mówi nam, z jakim prawdopodobieństwem dojdzie do emisji lub absorpcji fotonu, nazwał j. Jest to powiązane, choć nie jest tym samym, ze zmierzonym ładunkiem elektrycznym elektronu, e.
QED jest oparta na założeniu, że złożone oddziaływania wielu elektronów i fotonów można przedstawić dopasowując do siebie odpowiedni zbiór przedstawionych wyżej trzech bloków, a następnie użyć wielkości prawdopodobieństwa do obliczenia każdej skomplikowanej interakcji. Okazuje się, że podstawowa idea QED może być wyklarowana przez założenie, że wspomniane powyżej wartości są zwykłymi, codziennymi prawdopodobieństwami (upraszczając książkę Feynmana). Zostanie to później skorygowane przez włączenie specyficznej kwantowej matematyki, za Feynmanem.
Podstawowe zasady rządzące prawdopodobieństwami są następujące: a) jeśli dane zdarzenie może zajść na kilka różnych sposobów, to prawdopodobieństwo jego zajścia jest sumą prawdopodobieństw zajścia każdego z tych sposobów, oraz b) jeśli proces zawiera pewną liczbę niezależnych podprocesów, to prawdopodobieństwo jego zajścia będzie iloczynem prawdopodobieństwa zajścia każdego z tych podprocesów.

### Podstawowe konstrukcje
Załóżmy, że zaczynamy z jednym elektronem, położonym w konkretnym miejscu i czasie (punkt A) oraz tak samo określonym fotonem (w punkcie B). Typowym pytaniem, z fizycznego punktu widzenia, będzie: „Jakie jest prawdopodobieństwo znalezienia elektronu w punkcie C (inne miejsce w późniejszym czasie) a fotonu w D?”. Najprostszym procesem do osiągnięcia takiego stanu końcowego jest przesunięcie elektronu z A do C (akcja elementarna) oraz fotonu z B do D (następna akcja elementarna). Znając prawdopodobieństwo każdego z tych podprocesów – E(A → C) oraz P(B → D) – możemy policzyć prawdopodobieństwo zajścia ich obu, poprzez pomnożenie ich przez siebie (używając zasady „b)”, wymienionej wyżej). To da nam prosto otrzymaną odpowiedź na nasze pytanie.

Efekt Comptona

Istnieje jednak wiele możliwości otrzymania takiego rezultatu. Elektron może znaleźć się w punkcie E, gdzie zaabsorbuje foton, potem wyemitować kolejny foton w F, a następnie przemieścić się do C, gdzie zostanie wykryty, podczas gdy nowy foton trafi do D. Prawdopodobieństwo tego złożonego procesu może być ponownie policzone przez przypisanie prawdopodobieństwa poszczególnym akcjom: trzem dla elektronu, dwóm dla fotonu i po jednej dla emisji i absorpcji. Spodziewamy się znaleźć wynikowe prawdopodobieństwo przez pomnożenie przez siebie prawdopodobieństw zdarzeń w E i F dla każdej pozycji. Musimy następnie skorzystać z zasady a), aby dodać do siebie prawdopodobieństwa wszystkich możliwości dla E i F (nie jest to elementarna umiejętność, w praktyce wymaga całkowania). Ale istnieje też inna możliwość – elektron najpierw przemieszcza się do G, gdzie emituje foton, który dociera do D. W tym czasie elektron przemieszcza się do H, gdzie absorbuje pierwszy foton, a następnie trafia do C. Ponownie możemy policzyć prawdopodobieństwo owych możliwości (dla wszystkich możliwych punktów G i H). Dodając prawdopodobieństwa tych dwóch dodatkowych możliwości do otrzymanego na początku prostego wyniku, otrzymujemy lepsze przybliżenie ogólnego prawdopodobieństwa procesu. Nawiasem mówiąc, ów proces oddziaływania elektronu z fotonem nazywa się rozpraszaniem Comptona.
Istnieje nieskończona liczba procesów pośredniczących, w których coraz więcej fotonów jest emitowanych i absorbowanych. Dla każdej z tych możliwości istnieje odpowiedni diagram Feynmana, który ją opisuje. Oznacza to złożone obliczenia końcowych prawdopodobieństw, jednak im bardziej złożony przypadek rozważamy, tym mniejsza jest wynikająca z niego poprawka. Jest więc tylko kwestią czasu i zachodu, żeby znaleźć odpowiednio dokładną odpowiedź na początkowe pytanie. Jest to podstawowe podejście elektrodynamiki kwantowej. Aby policzyć prawdopodobieństwo każdego procesu oddziaływań pomiędzy elektronami i fotonami, należy znaleźć wszystkie możliwości, z których proces może być złożony, budując je z trzech podstawowych klocków. Każdy diagram zawiera pewną ilość obliczeń, kierowanych określonym zestawem zasad, aby odnaleźć odpowiadające mu prawdopodobieństwo.
Przedstawiony tu schemat wystarcza do pobieżnego opisu kwantowego, jednak należy w nim dokonać paru zmian konceptualnych. Jedna z nich jest to, że w naszym codziennym świecie istnieją pewne ograniczenia na przemieszczanie się cząstki z miejsca na miejsce, które nie obowiązują w świecie kwantowym. Istnieje możliwość przesunięcia się elektronu w A i fotonu w B do jakiegokolwiek miejsca i czasu we wszechświecie w ramach pojedynczej akcji. Zaliczają się do nich punkty, których nie da się osiągnąć nie przekraczając prędkości światła lub nawet we wcześniejszym czasie (cofający się w czasie elektron może być przedstawiony jako podążający z czasem pozyton).

### Amplitudy prawdopodobieństwa

Feynman zastąpił liczby zespolone obracającymi się strzałkami, wychodzącymi z miejsca emisji a kończącymi w miejscu detekcji cząstki. Suma wszystkich strzałek reprezentuje prawdopodobieństwo zajścia całego procesu. Na tym diagramie światło wyemitowane przez źródło S odbija się od segmentów lustra (niebieskich), po czym dociera do detektora w P. W obliczeniach należy wziąć pod uwagę wszystkie ścieżki. Graf poniżej pokazuje czas spędzony w każdej ze ścieżek.

Mechanika kwantowa wprowadza ważną zmianę w sposobie obliczania prawdopodobieństwa. Okazuje się, że wartości, które reprezentują prawdopodobieństwo, nie są zwykłymi liczbami, którymi określamy prawdopodobieństwo w naszym codziennym świecie, lecz liczbami zespolonymi, nazywanymi amplitudami prawdopodobieństwa.
Pragnąc uniknąć wprowadzania czytelnika w skomplikowaną matematykę, Feynman użył prostej, lecz trafnej reprezentacji prawdopodobieństwa w postaci strzałek na papierze lub ekranie (nie należy ich mylić ze strzałkami z diagramów Feynmana, które były dwuwymiarową reprezentacją połączenia przestrzeni 3D oraz czasu). Strzałki amplitudy są podstawą opisu świata w teorii kwantowej. Nie ma satysfakcjonującego wyjaśnienia, dlaczego są one potrzebne. Pragmatycznie jednak zakładamy, że są one podstawową częścią naszego opisu zjawisk kwantowych. Wiążą się one z naszym codziennym pojmowaniem prawdopodobieństwa przez prostą zasadę, że prawdopodobieństwo zdarzenia jest kwadratem długości odpowiadającej mu strzałki. A zatem dla danego procesu, jeśli mamy dwie amplitudy prawdopodobieństwa, v i w, prawdopodobieństwo całego procesu będzie dane przez
{\displaystyle P=|\mathbf {v} +\mathbf {w} |^{2}}
lub
{\displaystyle P=|\mathbf {v} \times \mathbf {w} |^{2}.}
Zasady rządzące dodawaniem lub mnożeniem są takie same, jak opisane wcześniej. Jednak w miejscu, gdzie spodziewalibyśmy się dodawać lub mnożyć prawdopodobieństwo, dodajemy lub mnożymy amplitudy prawdopodobieństwa w postaci liczb zespolonych.

Dodawanie amplitud prawdopodobieństwa jako liczb zespolonych

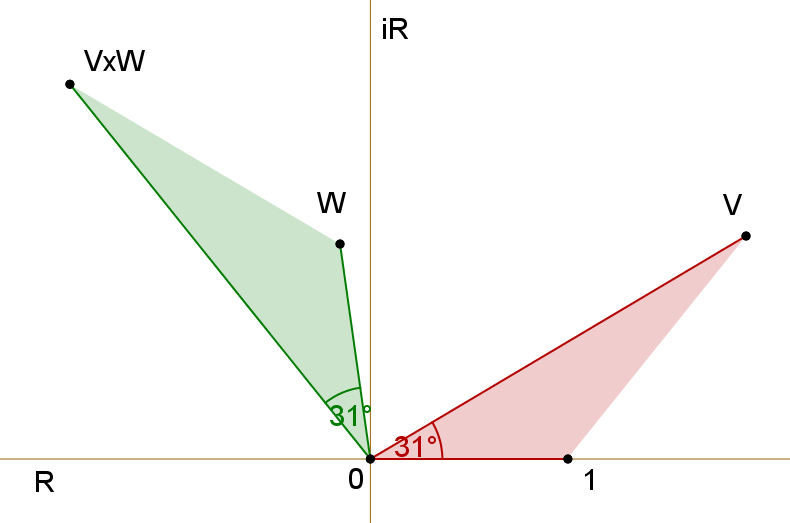
Mnożenie amplitud prawdopodobieństwa jako liczb zespolonych

Dodawanie i mnożenie są znanymi operacjami w teorii liczb zespolonych. Sumę znajduje się następująco: załóżmy, że mamy dwie strzałki, z których druga zaczyna się na końcu pierwszej. Sumą będzie trzecia strzałka, zaczynająca się w punkcie startowym pierwszej, a kończąca na końcu drugiej. Wynikiem dwóch strzałek jest strzałka o długości będącej złożeniem długości dwóch strzałek wejściowych. Kierunek złożenia jest dany sumą kątów, dodanych do względnego kierunku odniesienia.
Przejście od prawdopodobieństwa do amplitudy prawdopodobieństwa komplikuje matematykę, jednak nie zmienia podstawowego podejścia. Zmiany wciąż jednak nie są wystarczające, gdyż nie uwzględniają ewentualnej polaryzacji, czyli orientacji w przestrzeni, elektronu i fotonu. Tak więc P(A → B) zawierać będzie 16 liczb zespolonych lub strzałek amplitudy prawdopodobieństwa. Potrzebne są również pewne niewielkie zmiany w traktowaniu wielkości j, która może ulegać obrotowi, przez pomnożenie przez 90° dla niektórych polaryzacji.
Fakt, że elektron może być spolaryzowany jest kolejnym potrzebnym szczegółem, wynikającym z tego, że jest on fermionem i podlega statystyce Fermiego-Diraca. Podstawowa zasada jest taka, że jeśli mamy amplitudę prawdopodobieństwa dla danego złożonego procesu wykorzystującego więcej niż jeden elektron, wtedy dołączamy (jak zawsze to robimy) uzupełniający diagram Feynmana, zawierający wymianę dwóch zdarzeń z elektronem, którego rezultatem jest odwrócenie amplitudy pierwszego zdarzenia. Najprostszym przypadkiem będzie rozważenie dwóch elektronów startujących z A i B i wychwytywanych w C i D. Amplituda będzie liczona jako „różnica”, E(A → D) × E(B → C) – E(A → C) × E(B → D), chociaż z naszego codziennego doświadczenia wynika, że powinna ona być sumą.

### Propagatory
Na koniec mamy policzyć prawdopodobieństwa P(A → B) i E(C → D) odpowiednio dla fotonu i elektronu. Są to dokładnie rozwiązania równania Diraca, opisujące amplitudę prawdopodobieństwa elektronu oraz równania Kleina-Gordona, opisującą podobną amplitudę dla fotonu. Są to tak zwane propagatory Feynmana. Tłumaczenie do notacji używanej zwykle w literaturze jest następujące:
{\displaystyle P({\mbox{A to B}})\to D_{F}(x_{B}-x_{A}),\quad E({\mbox{C to D}})\to S_{F}(x_{D}-x_{C}),}
gdzie symbol stenograficzny, jak np. {\displaystyle x_{A},} oznacza cztery liczby rzeczywiste, określające czas i trzy współrzędne przestrzenne punktu A.

### Renormalizacja masy

Pętla energii własnej elektronu

Problem z masą utrzymywał się przez dwadzieścia lat. Chociaż wychodzimy z założenia o trzech podstawowych „prostych” akcjach, zasady wymagają, że gdy chcemy policzyć amplitudę prawdopodobieństwa przejścia elektronu z punktu A do punktu B, musimy wziąć pod uwagę wszystkie możliwe drogi: każdy możliwy diagram Feynmana spełniający nasze warunki końcowe. Tak więc uwzględniamy sytuację, w której elektron wędruje do C, emituje foton, po czym absorbuje go w D, przed dojściem do B. Następnie powielamy ten proces dwukrotnie i więcej razy. W skrócie, mamy tutaj obraz podobny do fraktala, w której, gdy spojrzymy z bliska na linię, okaże się, że składa się ona ze zbioru mniejszych akcji, i tak w nieskończoność. To bardzo trudna do ogarnięcia sytuacja. Jeśli dodawanie tylko trochę zmienionych szczegółów nie jest jeszcze zbyt złe, to powstaje katastrofa, kiedy takie drobne poprawki prowadzą do nieskończonych amplitud prawdopodobieństwa. Z czasem problem ten został „rozwiązany” przez renormalizację (patrz niżej oraz artykuł o renormalizacji). Niemniej sam Feynman pozostał tym nieusatysfakcjonowany, nazywając to „odjechaną procedurą”.

### Konkluzje
W ramach powyższej konstrukcji fizycznej jesteśmy w stanie z dużą dokładnością policzyć pewne własności elektronów, między innymi magnetyczny moment dipolowy. Aczkolwiek co wskazał Feynman, zupełnie nie wyjaśnia, dlaczego cząstki, takie jak elektron, mają taką masę, a nie inną. „nie jest to teoria, która w adekwatny sposób wyjaśnia owe liczby. Używamy ich we wszystkich naszych teoriach, ale ich nie rozumiemy – czym one są, albo skąd się wzięły. Wierzę, że z fundamentalnego punktu widzenia, jest to bardzo interesujący i poważny problem.”.

## Opis matematyczny
Matematycznie, elektrodynamika kwantowa jest abelową teorią cechowania z grupą symetrii U(1). Polem cechowania jest pole elektromagnetyczne. Lagranżjan teorii dla pola spinu ½ oddziałującego z polem elektromagnetycznym jest dany częścią rzeczywistą z formuły
{\displaystyle {\mathcal {L}}={\overline {\psi }}(i\gamma ^{\mu }D_{\mu }-m)\psi -{\frac {1}{4}}F_{\mu \nu }F^{\mu \nu },}
gdzie:
{\displaystyle \gamma ^{\mu }} – macierze Diraca,
{\displaystyle \psi } – bispinor pola cząstek o spinie połówkowym (np. pole elektron–pozyton),
{\displaystyle {\overline {\psi }}\equiv \psi ^{\dagger }\gamma ^{0},} – nazywane „psi z kreską”, odnoszone czasem do sprzężenia Diraca,
{\displaystyle D_{\mu }\equiv \partial _{\mu }+ieA_{\mu }+ieB_{\mu }} – kowariantna pochodna cechowania,
{\displaystyle e} – stała struktury subtelnej, równa ładunkowi elektrycznemu pola bispinorowego,
{\displaystyle A_{\mu }} – kowariantny czteropotencjał pola elektromagnetycznego generowanego przez elektron,
{\displaystyle B_{\mu }} – pole zewnętrzne przyłożone przez zewnętrzne źródło,
{\displaystyle F_{\mu \nu }=\partial _{\mu }A_{\nu }-\partial _{\nu }A_{\mu }} – tensor pola elektromagnetycznego.
Elektrodynamika opisuje zachowanie cząstek naładowanych elektrycznie, tłumacząc ich oddziaływania wymianą kwantów pola elektromagnetycznego, czyli fotonów. Podstawowymi elementami teorii są pole elektromagnetyczne reprezentowane przez antysymetryczny tensor pola elektromagnetycznego F oraz pola materii reprezentowane przez funkcje falowe.
Funkcjonał działania teorii ma postać:
{\displaystyle S=\int d^{4}xL,}
gdzie funkcja Lagrange’a opisuje pole elektromagnetyczne i pole elektronów
{\displaystyle L=L_{A}+L_{\psi },}
{\displaystyle L_{A}=-{\frac {1}{4}}F_{\mu \nu }F^{\mu \nu }}
z
{\displaystyle F_{\mu \nu }=\partial _{\mu }A_{\nu }-\partial _{\nu }A_{\mu },}
{\displaystyle L_{\psi }={\overline {\psi }}\left(i\gamma ^{\mu }D_{\mu }-\left({\frac {mc}{\hbar }}\right)\right)\psi .}
D jest pochodną kowariantną
{\displaystyle D_{\mu }=\partial _{\mu }-ieA_{\mu }.}
Aμ={A0=φ/c,-A} jest polem cechowania elektrodynamiki zbudowanym z potencjału skalarnego i φ i wektorowego tak jak w elektrodynamice klasycznej.

### Równanie ruchu
Na początek, wstawiając definicję D do Lagranżjanu, otrzymujemy
{\displaystyle {\mathcal {L}}=i{\overline {\psi }}\gamma ^{\mu }\partial _{\mu }\psi -e{\overline {\psi }}\gamma _{\mu }(A^{\mu }+B^{\mu })\psi -m{\overline {\psi }}\psi -{\frac {1}{4}}F_{\mu \nu }F^{\mu \nu }.}
Następnie, możemy wstawić ten lagranżjan do równania Eulera-Lagrange’a ruchu dla pola:
{\displaystyle \partial _{\mu }\left({\frac {\partial {\mathcal {L}}}{\partial (\partial _{\mu }\psi )}}\right)-{\frac {\partial {\mathcal {L}}}{\partial \psi }}=0.}
aby znaleźć równanie pola dla elektrodynamiki kwantowej.
Obliczamy dwa wyrażenia dla lagranżjanu
{\displaystyle \partial _{\mu }\left({\frac {\partial {\mathcal {L}}}{\partial (\partial _{\mu }\psi )}}\right)=\partial _{\mu }\left(i{\overline {\psi }}\gamma ^{\mu }\right),}
{\displaystyle {\frac {\partial {\mathcal {L}}}{\partial \psi }}=-e{\overline {\psi }}\gamma _{\mu }(A^{\mu }+B^{\mu })-m{\overline {\psi }}.}
Wstawiając je do równania Eulera-Lagrange’a, otrzymujemy
{\displaystyle i\partial _{\mu }{\overline {\psi }}\gamma ^{\mu }+e{\overline {\psi }}\gamma _{\mu }(A^{\mu }+B^{\mu })+m{\overline {\psi }}=0,}
co jest sprzężeniem zespolonym do
{\displaystyle i\gamma ^{\mu }\partial _{\mu }\psi -e\gamma _{\mu }(A^{\mu }+B^{\mu })\psi -m\psi =0.}
Wzięcie środkowego wyrażenia na prawą stronę przekształca to drugie równanie w
{\displaystyle i\gamma ^{\mu }\partial _{\mu }\psi -m\psi =e\gamma _{\mu }(A^{\mu }+B^{\mu })\psi .}
Lewa strona jest jak oryginalne równanie Diraca, zaś prawa strona opisuje oddziaływanie z polem elektromagnetycznym.
Inne ważne równanie można otrzymać ponownie wstawiając lagranżjan do równania Eulera-Lagrange’a, tym razem dla pola, Aμ:
{\displaystyle \partial _{\nu }\left({\frac {\partial {\mathcal {L}}}{\partial (\partial _{\nu }A_{\mu })}}\right)-{\frac {\partial {\mathcal {L}}}{\partial A_{\mu }}}=0.}
Dwa wyrażenia tym razem przybiorą postać
{\displaystyle \partial _{\nu }\left({\frac {\partial {\mathcal {L}}}{\partial (\partial _{\nu }A_{\mu })}}\right)=\partial _{\nu }\left(\partial ^{\mu }A^{\nu }-\partial ^{\nu }A^{\mu }\right),}
{\displaystyle {\frac {\partial {\mathcal {L}}}{\partial A_{\mu }}}=-e{\overline {\psi }}\gamma ^{\mu }\psi .}
Te dwa równania, wstawione do wcześniejszego równania, dadzą nam
{\displaystyle \partial _{\nu }F^{\nu \mu }=e{\overline {\psi }}\gamma ^{\mu }\psi .}
Teraz, jeżeli nałożymy warunek cechowania Lorentza, tak, że dywergencja czteropotencjału zaniknie
{\displaystyle \partial _{\mu }A^{\mu }=0,}
to otrzymamy
{\displaystyle \Box A^{\mu }=e{\overline {\psi }}\gamma ^{\mu }\psi ,}
co jest równaniem falowym dla czteropotencjału, wersją QED klasycznego elektromagnetyzmu Maxwella z cechowaniem Lorentza.

## Diagramy Feynmana
Rozwinięcie powyższego funkcjonału w formalny szereg względem potęg stałej sprzężenia e prowadzi do wyrażeń całkowych opisujących prawdopodobieństwo przejść pomiędzy rozmaitymi stanami kwantowymi pola. Poszczególne wyrażenia w tym szeregu mają postać całek wielokrotnych i mogą zostać zaprezentowane graficznie za pomocą symboliki diagramów Feynmana.
Poniżej opisano podstawowe procesy opisywane diagramami Feynmana o ile przyjmiemy przedstawienie teorii w reprezentacji przestrzeni położeń i czasu (a nie np. przestrzeni pędów). Należy przy tym być świadomym, że poniższe rysunki nie reprezentują żadnego z rzeczywistych procesów fizycznych i nie przedstawiają same w sobie żadnej treści fizycznej, mimo że używa się podczas ich opisu zwrotów typu zderzenie czy rozpraszanie. Każde z poniżej wypisanych wyrażeń ma następujący sens: pojedynczy diagram jest wkładem od pewnego formalnego wyrażenia matematycznego reprezentującego element operatorowy macierzy rozpraszania. Obiekt ten działając na funkcje falowe z odpowiedniej przestrzeni Hilberta stanów pola elektromagnetycznego, pozwala na zmianę tej funkcji podobnie jak inne operatory w mechanice kwantowej.
W szczególności obliczając kwadrat modułu takiego stanu otrzymujemy informacje o liczbowej wartości prawdopodobieństwa opisującym pewien proces fizyczny – prawdopodobieństwo zmiany pewnego stanu fizycznego do innego. Każdy z elementów tej macierzy jest sumą nieskończenie wielu diagramów Feynmana, z tym, że wykonując obliczenia ze skończoną dokładnością zwykle szereg ów urywamy, np. na trzeciej potędze stałej sprzężenia pól elektromagnetycznych.
Warto pamiętać, że sens fizyczny ma dopiero szereg złożony z nieskończenie wielu diagramów Feynmana, co więcej dopiero po wykonaniu procedury renormalizacji, gdyż bez niej nawet poszczególne wyrażenia tego szeregu są niepoprawnie określone w sensie matematycznym (są rozbieżne). Występują procesy, w których elektron, pozyton i foton powstają z niczego, a następnie spotykają się ze sobą. Ich uwzględnienie zmienia nieskończoność typu {\displaystyle 1+2+3+\dots } na „mniejszą” typu {\displaystyle 1+{\tfrac {1}{2}}+{\tfrac {1}{3}}+\dots } i umożliwia renormalizację.

## Sukcesy
Teoria Diraca przewiduje, że moment magnetyczny elektronu związany ze spinem jest dwa razy większy niż klasyczny, a elektrodynamika kwantowa zwiększa tę wartość o czynnik 1,00115965214±3. Pomiary wskazują, natomiast, że czynnik ten wynosi 1,001159652188±4, więc QED daje najbliższy prawdzie wynik.